# Géza Kádas
Géza Kádas, född 7 augusti 1926 i Eger, död 6 mars 1979 i Budapest, var en ungersk simmare.
Kádas blev olympisk silvermedaljör på 4 x 200 meter frisim vid sommarspelen 1948 i London.